# (13715) Steed
(13715) Steed (1998 QK39) – planetoida z pasa głównego asteroid okrążająca Słońce w ciągu 4,18 lat w średniej odległości 2,59 j.a. Odkryta 17 sierpnia 1998 roku.